# فیلیپ وارینگ
فیلیپ وارینگ (انگلیسی: Philip Waruinge؛ زادهٔ ۳ فوریهٔ ۱۹۴۵) بوکسور اهل کنیا است.